# Kevlar

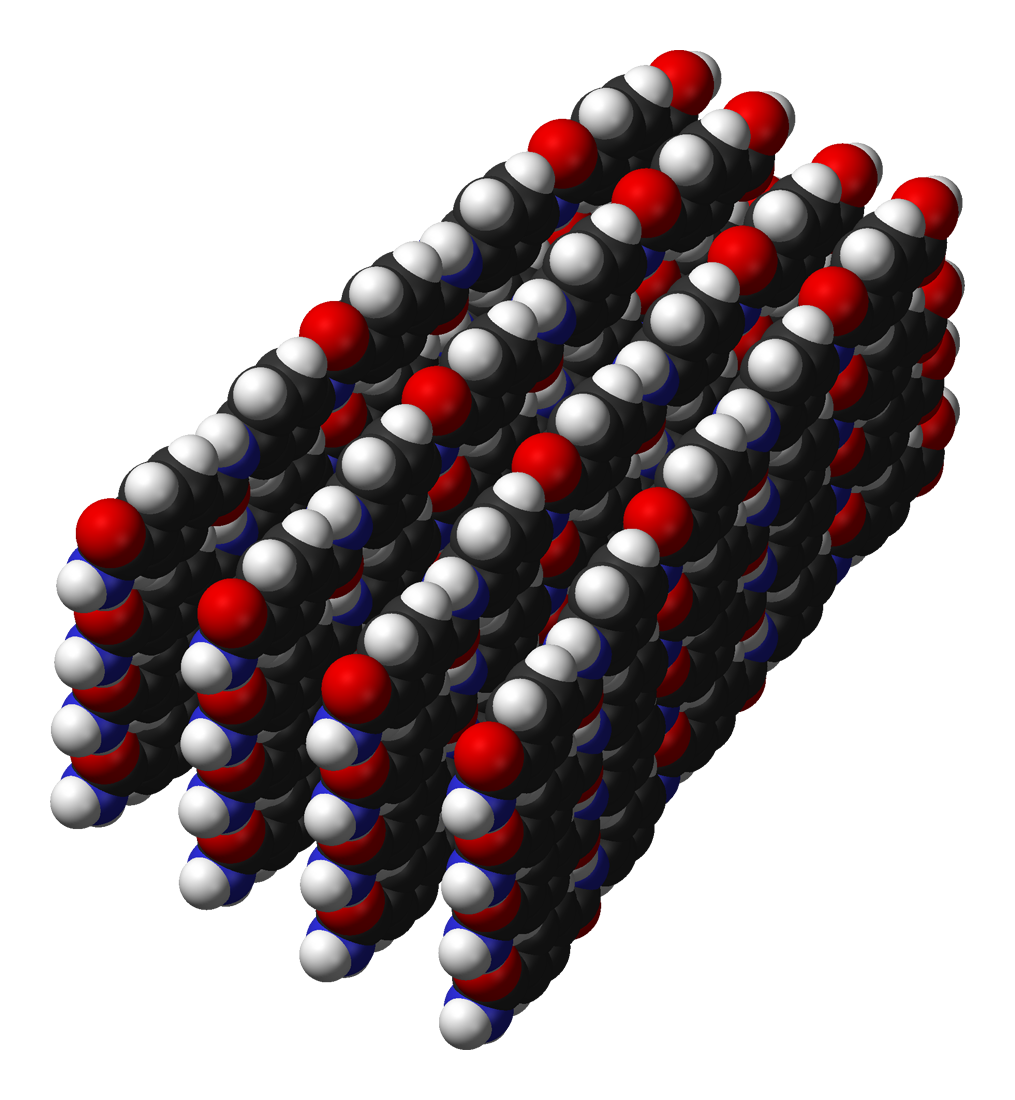
Struktura powłoki kevlarowej

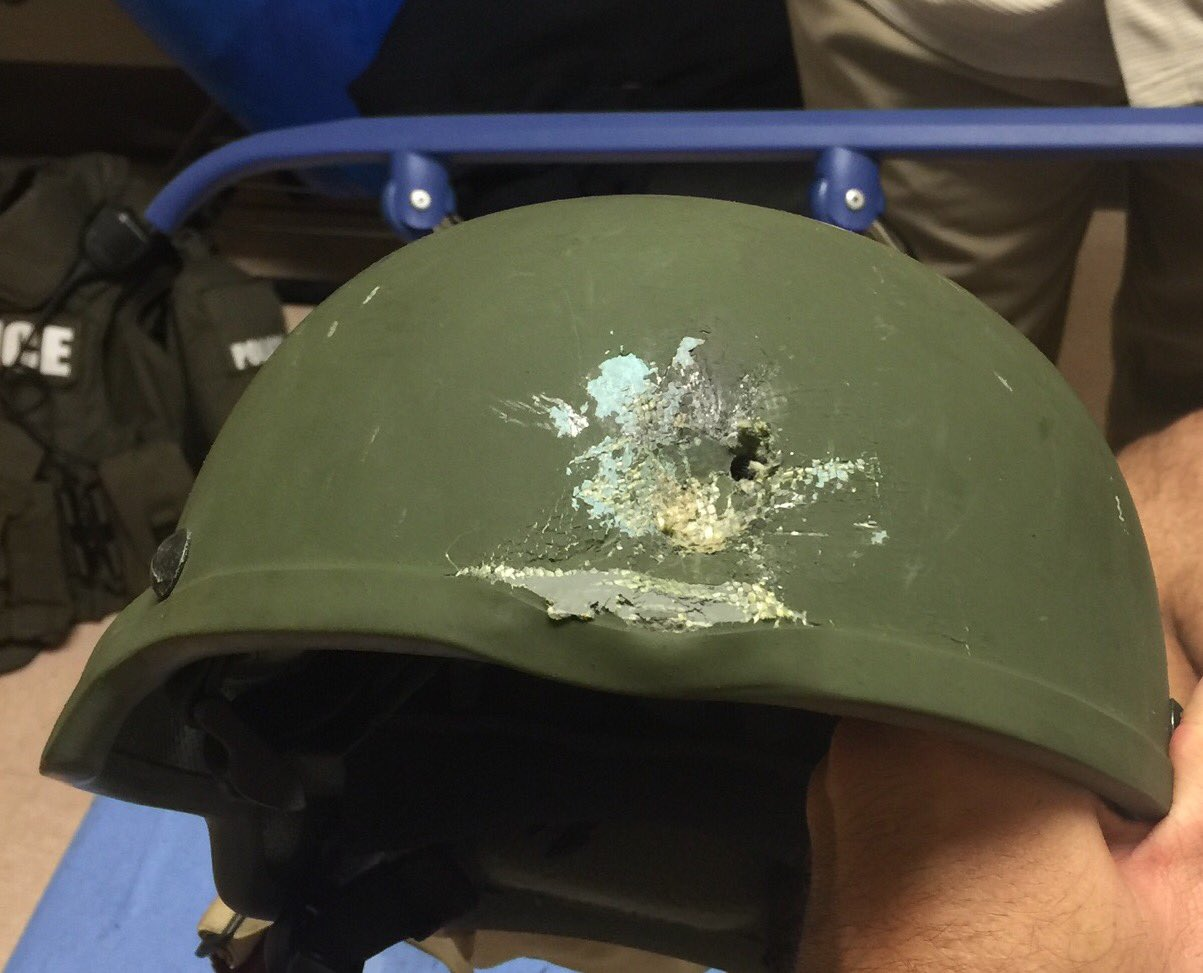
Policyjny hełm z kevlaru ze śladem pocisku

Kevlar – polimer z grupy poliamidów (dokładniej aramidów), z którego przędzie się włókna sztuczne o wysokiej wytrzymałości na rozciąganie.

## Nazwa
Kevlar został wynaleziony w laboratoriach DuPont w 1965 roku przez zespół badaczy pod kierunkiem Stephanie Kwolek. Kevlar jest nazwą handlową firmy DuPont; inną zarejestrowaną nazwą handlową jest Twaron firmy Teijin Twaron.

## Synteza
Kevlar otrzymuje się w wyniku reakcji polikondensacji chlorków kwasów dikarboksylowych z aminami aromatycznymi. Reakcja syntezy przebiega w następujący sposób:

## Właściwości
Kevlar nie rozpuszcza się w rozpuszczalnikach organicznych, ale rozpuszcza się w stężonym kwasie siarkowym. Jest około 5 i pół razy lżejszy od stali – jego gęstość wynosi 1,44 g/cm³.
Swoją wytrzymałość zawdzięcza głównie sposobowi przędzenia włókien. Włókna te wyciąga się z roztworu kevlaru w kwasie siarkowym, w którym powstaje faza ciekłokrystaliczna. Dzięki temu, wyciągane włókno wykazuje wysoki stopień organizacji cząsteczek, nieosiągalny w przypadku przędzenia włókien ze zwykłego poliamidu. Po usunięciu kwasu siarkowego uporządkowanie ciekłokrystaliczne jest „zamrażane” w stanie stałym dzięki występowaniu licznych wiązań wodorowych, które powstają w trakcie krzepnięcia włókien spontanicznie pomiędzy polarnymi grupami amidowymi (−CO−NH−).

## Zastosowania
Włókna wytwarzane z kevlaru stosowane są m.in. w kamizelkach kuloodpornych, kaskach, hełmach ochronnych, trampolinach, wewnętrznych powłokach nart, rakietach tenisowych, kajakach i częściach pancerza lotniskowców.
Kevlar jest wykorzystywany również w celu zwiększenia wytrzymałości na złamanie i rozciąganie w kablach światłowodowych. W turystyce znalazł zastosowanie przy ochronie szczególnie narażonych na uszkodzenia mechaniczne elementów obuwia i odzieży. W motoryzacji używany jest do wzmocnienia obręczy i innych elementów rowerów i motocykli oraz produkcji lekkiej odzieży motocyklowej.
Znalazł też zastosowanie przy produkcji membran do głośników. Wykonuje się z niego żagle jachtów regatowych.
W lotnictwie Kevlar 49 stosowany jest do zbrojenia kompozytów o osnowie polimerowej.
Jest niepalny, odporny na zużycie i nie przewodzi prądu elektrycznego. Z uwagi na swoją niepalność oraz chłonność (nasącza się go substancją palną o temperaturze spalania do ok. 400 °C, np. naftą), jest stosowany w sprzęcie do pokazów ogniowych. Rozkłada się stopniowo pod wpływem atmosfery i światła słonecznego. W sporcie żużlowym zawodnicy jeżdżą w kombinezonach z kevlaru, jednak jest on coraz częściej zastępowany przez nylon.
Powłoki z kevlaru są też stosowane do zabezpieczenia lakieru na pojazdach (np. samochodach, łodziach, motocyklach).